# Bahamas fotbollsförbund
Bahamas fotbollsförbund, officiellt Bahamas Football Association, är ett specialidrottsförbund som organiserar fotbollen på Bahamas.
Förbundet grundades 1967 och anslöt sig till Concacaf mellan år 1961 och 1973. De blev medlemmar i Fifa år 1968. Bahamas fotbollsförbund har sitt högkvarter i staden Nassau.